# Olavi Honka
Olavi Uuno Viktor Honka (geb. Bremer; * 7. April 1894 in Turku; † 29. April 1988 in Helsinki) war ein finnischer Jurist. Er war von 1937 bis 1955 Richter am Obersten Verwaltungsgericht und diente anschließend sechs Jahre bis zu seiner Pensionierung als Justizkanzler. Als Justizbeamter ohne politische Vorerfahrung wurde er 1961 von einer Koalition von Parteien zum gemeinsamen Kandidaten für die 1962 anstehende Präsidentschaftswahl gewählt. Die Parteien dieses so genannten Honka-Bundes, zu dem so unterschiedliche Parteien wie die Sozialdemokratische Partei Finnlands und die rechtskonservative Nationale Sammlungspartei gehörten, verband in erster Linie die Unzufriedenheit mit Amtsinhaber Urho Kekkonen. Die Propaganda der finnischen Kommunisten stempelte Honka als rechtsradikalen Kandidaten, der die auf Freundschaft mit der Sowjetunion ausgerichtete außenpolitische Linie des Landes ändern wolle. Das hinter Honka stehende Parteienbündnis zerbrach im November 1961, nachdem im Verlauf der Notenkrise deutlich geworden war, dass die Kandidatur Honkas auf massive außenpolitische Schwierigkeiten stieß. Honka verzichtete am 23. November auf seine Kandidatur. Gleichzeitig endete seine Laufbahn im Lichte der Öffentlichkeit.

## Schriften
- Muistelmia ja mietteita. 1972.